# Estación de Chocholá
Chocholá fue una estación de trenes que se encuentra en Chocholá, Yucatán. La estación contó con una sala de espera, oficinas de jefe de estación, oficinas de Telégrafo, una casa de jefe de estación y bodegas.